# Keldsnor Fyr
Keldsnor Fyr ist ein dänischer Leuchtturm auf der Südostspitze der Insel Langeland und er markiert für die Seeschifffahrt den Übergang von der Kieler Bucht zum Langelandsbelt.
Der nach einem Strandsee in unmittelbarer Nähe benannte und 34 Meter hohe Leuchtturm wurde 1905 erbaut. Er löste Fakkebjerg Fyr ab, das seit 1806 etwa anderthalb Kilometer nordwestlich in Betrieb war. Keldsnor Fyr ging mit einer rotierenden Fresnel-Linse und einem Petroleumglühstrumpfbrenner in Dienst und wurde 1948 elektrifiziert.
Im Jahr 2006 wurde Keldsnor Fyr für 6 Mio. Dänische Kronen an einen Privatmann verkauft, der die denkmalgeschützten Gebäude und das 7.285 m² große Grundstück als Freizeitgelände nutzt. Der Betrieb und die Instandhaltung des Leuchtfeuers sind in staatlicher Hand geblieben.
Der Runddysse von Lunden liegt in der Nähe des Keldsnor Fyr.